# Slowjansk
Slowjansk (ukrainisch Слов'янськ; russisch Славянск/Slawjansk) ist eine Stadt in der Oblast Donezk im Osten der Ukraine. Slowjansk war bis 2020 das administrative Zentrum des gleichnamigen Rajons Slowjansk und hatte 2024 etwa 56.000 Einwohner. Seit 2020 gehört sie zum Rajon Kramatorsk.

## Geographie
Slowjansk liegt im Donezbecken am Zusammenfluss des Kasennyj Torez mit dem Suchyj Torez 93 Kilometer nördlich der Oblasthauptstadt Donezk.
Im Ort gibt es einen Bahnhof an der Bahnstrecke Poltawa–Rostow.
Bei Slowjansk befinden sich salzhaltige Seen, die die Basis der Erholungsindustrie der Stadt bilden.

## Geschichte

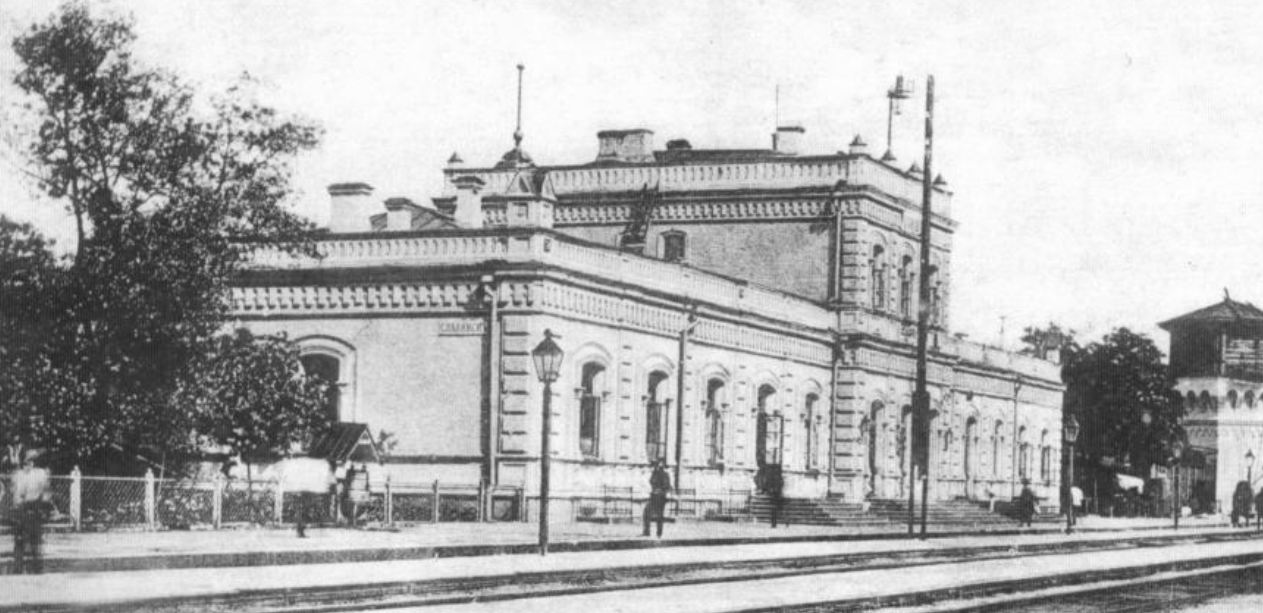
Der Bahnhof von Slowjansk im Jahr 1917

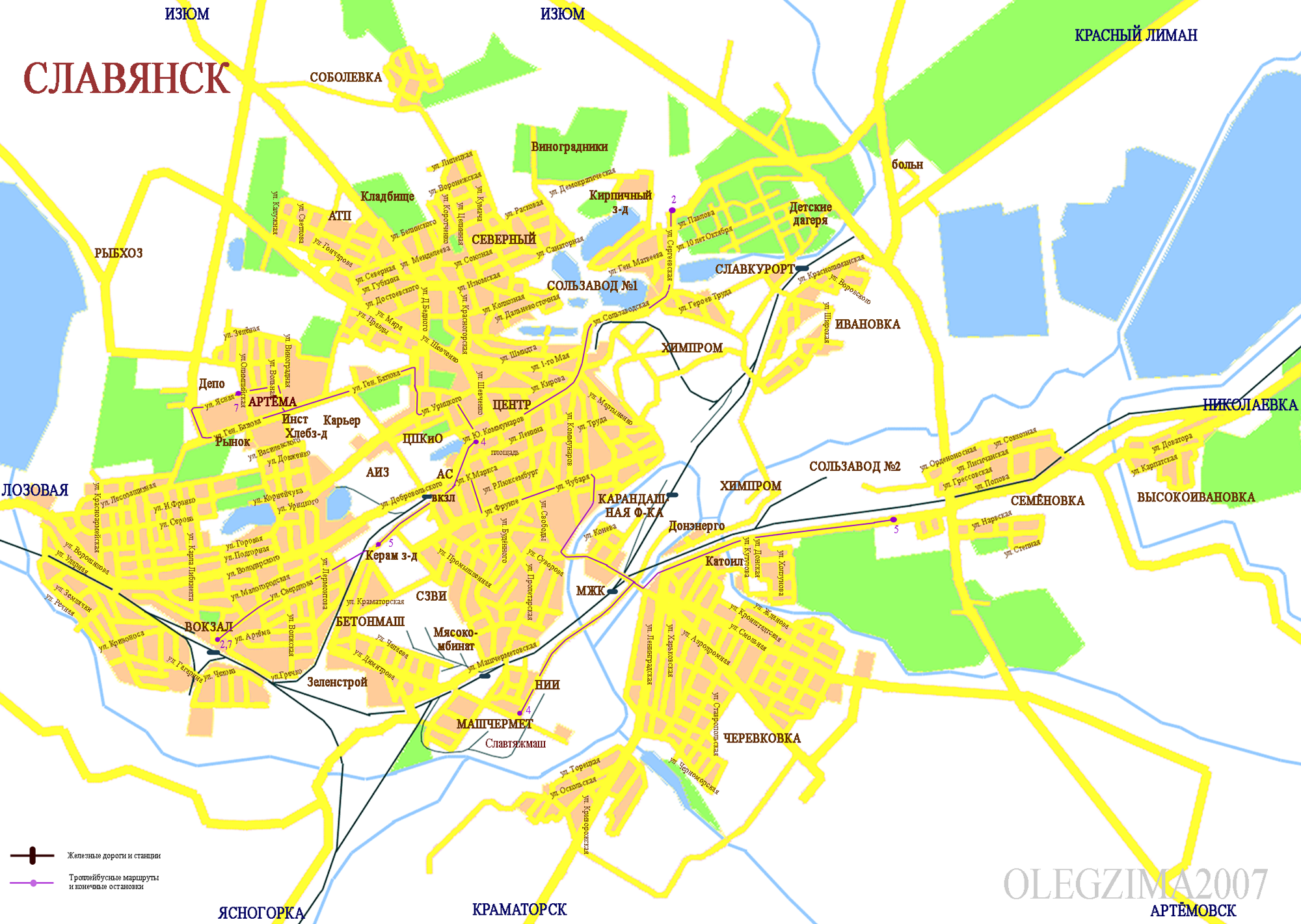
Stadtplan von Slowjansk

Im Stadtkreis von Slowjansk befindet sich das erstmals 1526 schriftlich erwähnte Kloster Swjatohirsk. 1676 wurde an Stelle der Stadt die Festung Tor gegründet. Schon damals wurde in der Umgebung der Stadt Salz gewonnen und intensiver Salzhandel getrieben. Heute noch ist sie einer der größten Salzlieferanten in Osteuropa. 1784 wurde sie in Slowjansk umbenannt, wörtlich: „Slawische Stadt“. Seit Anfang des 20. Jahrhunderts entwickelte sich die Stadt zum Zentrum der chemischen Industrie. Vom 25. Oktober 1941 bis zum 6. September 1943 war sie von Truppen der Wehrmacht besetzt. Seit 1974 hat Slowjansk den Status einer kreisfreien Stadt, am 8. September 2016 wurde die bis dahin zum Stadtkreis von Slowjansk gehörende Stadt Mykolajiwka administrativ dem Rajon Slowjansk unterstellt.

### Gewaltsame Stürmung der Stadtverwaltung 2014
Der Afghanistanveteran Wjatscheslaw Ponomarjow war Anführer der prorussischen Kräfte, die am 12. April 2014 während prorussischer Proteste das Hauptquartier der Polizei und den Sitz des Geheimdienstes SBU besetzten. Er bezeichnete sich selbst seit der gewaltsamen Stürmung der Stadtverwaltung als „Bürgermeister“ der Stadt. Tags darauf kam es zu einer bewaffneten Auseinandersetzung zwischen Einheiten des ukrainischen Innenministeriums und den Besetzern. Nach Angaben des ukrainischen Innenministeriums habe es auf beiden Seiten Tote und Verletzte gegeben. Die prorussischen Rebellen waren „plötzlich und unerwartet“ aufgetaucht. Ponomarjow verschärfte in den Folgetagen mit der Festsetzung internationaler Militärbeobachter die Krise in der Ukraine.
In den folgenden Tagen war die Umgebung der Stadt eines der Zentren des Anti-Terror-Sondereinsatzes der ukrainischen Armee. In jenen Tagen wurde auch die Bürgermeisterin Nelja Schtepa entführt und war bis zum Abzug der Rebellen verschwunden.
Die ukrainische Armee griff am 2. Mai 2014 Stellungen der prorussischen Miliz im Rahmen eines „Anti-Terror-Einsatzes“ an. Hubschrauber der ukrainischen Armee wurden von den prorussischen Milizen beschossen. Zwei Kampfhubschrauber vom Typ Mi-24 stürzten ab, wobei die Piloten starben und weitere Personen verletzt wurden.
Ab Mitte Mai 2014 führte Igor Girkin als „Generalissimus“ bzw. „Armeechef“ die Separatisten in Slowjansk. Auch nach Aussage Igor Girkins, ging der gesamte Krieg in der Ostukraine nicht von den Donbass-Bewohnern selbst, sondern von diesen bewaffneten Einheiten aus.
Am 10. Juni 2014 wurde Ponomarjow auf Anweisung von Girkin festgenommen. Als sein Nachfolger in Slowjansk wurde Wladimir Pawlenko eingesetzt. Ponomarjow soll auf Grund der Belastung durch seine Position nicht mehr zurechnungsfähig gewesen sein und habe Drogen konsumiert. Seit dem 20. Juni 2014 befindet sich Ponomarjow auf der Sanktionsliste der USA.
Nach Berichten von Augenzeugen herrschte in der Stadt völlige Rechtlosigkeit. Die Angst und ein drakonisches Regime gegen Abweichler währte bis zum Abzug der regierungsfeindlichen Kämpfer.
In der zweiten Juniwoche gab es in Slowjansk während andauernder Gefechte weder Strom noch Gas oder Wasser.
Am 5. Juli 2014 wurde die Stadt durch die ukrainische Armee befreit, nachdem die Rebellen über Nacht abgezogen waren.

### Russischer Überfall auf die Ukraine
Seit April 2022 ist Slowjansk infolge des russischen Überfalls auf die Ukraine Kriegsschauplatz.

## Verwaltungsgliederung
Am 12. Juni 2020 wurde die Stadt zum Zentrum der neugegründeten Stadtgemeinde Slowjansk (Слов'янська міська громада/Slowjanska miska hromada). Zu dieser zählen auch die 2 Siedlungen städtischen Typs Andrijiwka und Bylbassiwka, das Dorf Torez sowie die Ansiedlung Myrne, bis dahin bildete sie die gleichnamige Stadtratsgemeinde Slowjansk (Слов'янська міська рада/Slowjanska miska rada) welche direkt unter Oblastverwaltung stand und im Zentrum des ihn umschließenden Rajons Slowjansk lag.
Zur Stadtratsgemeinde gehörte neben den genannten Ortschaften auch noch die Stadt Mykolajiwka.
Am 17. Juli 2020 wurde der Ort ein Teil des Rajons Kramatorsk.
Folgende Orte sind neben dem Hauptort Slowjansk Teil der Gemeinde:
| Name                     | Name       | Name                     |
| ukrainisch transkribiert | ukrainisch | russisch                 |
| ------------------------ | ---------- | ------------------------ |
| Andrijiwka               | Андріївка  | Андреевка (Andrejewka)   |
| Bylbassiwka              | Билбасівка | Былбасовка (Bylbassowka) |
| Myrne                    | Мирне      | Мирное (Mirnoje)         |
| Torez                    | Торець     | Торец                    |

## Bevölkerung
| 1860  | 1897   | 1923   | 1926   | 1939   | 1959   | 1970    | 1979    | 1989    | 2001    | 2016    | 2019    |
| ----- | ------ | ------ | ------ | ------ | ------ | ------- | ------- | ------- | ------- | ------- | ------- |
| 9.300 | 15.792 | 21.410 | 28.385 | 77.842 | 82.784 | 124.183 | 140.256 | 135.300 | 124.829 | 114.437 | 109.683 |

Quelle:
Die meisten Einwohner sind Ukrainer (73,1 Prozent), daneben leben Russen (23,6 Prozent) und weitere Nationalitäten in Slowjansk. Russisch ist allerdings für über 54 Prozent der Bevölkerung die Muttersprache. Für über 43 Prozent der Bewohner ist Ukrainisch die Muttersprache.
| Nationalität    | Anzahl  | Anteil | davon als Muttersprache          | davon als Muttersprache | davon als Muttersprache | davon als Muttersprache | davon als Muttersprache |
| Nationalität    | Anzahl  | Anteil | Sprache der eigenen Nationalität | ukrainisch              | russisch                | andere                  | keine Angabe            |
| Ukrainer        | 104.423 | 73,1 % | 58,6 %                           | 58,6 %                  | 41,3 %                  | 0,0 %                   | 0,1 %                   |
| Russen          | 33.649  | 23,6 % | 96,8 %                           | 3,1 %                   | 96,8 %                  | 0,0 %                   | 0,1 %                   |
| Türken          | 829     | 0,6 %  | 97,6 %                           | 0,6 %                   | 1,6 %                   | 0,1 %                   | 0,1 %                   |
| Weißrussen      | 766     | 0,5 %  | 14,5 %                           | 8,3 %                   | 77,2 %                  | 0,0 %                   | 0,0 %                   |
| Armenier        | 592     | 0,4 %  | 43,4 %                           | 4,6 %                   | 51,7 %                  | 0,3 %                   | 0,0 %                   |
| Griechen        | 320     | 0,2 %  | 4,4 %                            | 12,8 %                  | 82,2 %                  | 0,0 %                   | 0,6 %                   |
| Roma            | 279     | 0,2 %  | 54,5 %                           | 1,8 %                   | 36,5 %                  | 7,2 %                   | 0,0 %                   |
| Aserbaidschaner | 208     | 0,1 %  | 51,0 %                           | 1,4 %                   | 42,3 %                  | 5,3 %                   | 0,0 %                   |
| Insgesamt       | 142.873 | 100 %  |                                  |                         |                         |                         |                         |

Quelle:

## Hochschulen
In der Stadt befindet sich die Staatliche Pädagogische Universität Donbas.

## Persönlichkeiten
- Mychajlo Petrenko (1817–1862), ukrainischer Poet und Dramatiker
- Pjotr Kontschalowski (1876–1956), russischer Maler, Grafiker und Bühnenbildner